# Louis Favrat
Pour les articles homonymes, voir Favrat.
Louis Favrat, né le 23 juillet 1827 à Lausanne et mort dans la même ville le 27 janvier 1893 , est un écrivain, poète, botaniste, bellettrien et patoisant vaudois.

## Biographie
Originaire de Lausanne et Épalinges, Louis Favrat fait ses classes au collège de cette ville, puis entre à l'Académie. Comme la plupart des étudiants de cette époque, il fait partie de la société des Belles-Lettres, de septembre 1844 à mai 1847. Après des études de linguistique et d'histoire à Munich, il enseigne pendant plusieurs années, d'abord à Orbe (1852-1855), puis à La Chaux-de-Fonds (1855-1862), et enfin à l'école industrielle de Lausanne (1862-1867). En 1887, épuisé par les fatigues de l'enseignement, il est nommé conservateur du musée de botanique de Vevey et, pendant les dernières années, il se voue entièrement à cette science.
Louis Favrat est connu notamment pour ses savoureux articles humoristiques en français et en patois, publiés dans le Conteur vaudois, revue fondée à Lausanne en 1862 comme organe de l'association vaudoise des amis du patois et consacrée à des histoires et anecdotes locales et populaires, au patois vaudois et aux innovations et développements de l'agriculture et de l'industrie. Ses textes, publiés dans un volume peu après sa mort Mélanges vaudois, français et patois, (1894) sont la base de notre connaissance du patois du Jorat. Il est également auteur du recueil de poésie Ballades romandes et poésies diverses. De plus, il publie en 1866 l'important dictionnaire des dialectes arpitans romands collectés par le Doyen Bridel, le Glossaire des patois de la Suisse Romande.

## Sources
- « Louis Favrat », sur la base de données des personnalités vaudoises sur la plateforme « Patrinum » de la Bibliothèque cantonale et universitaire de Lausanne.
- sites et références mentionnés
- Livre d'or du 150e anniversaire : 1806-1956 Belles Lettres de Lausanne, p. 277 (686)
- Dictionnaire historique et biographique de la Suisse, 1926, vol. 3, p. 66
- E. Wilczek, Louis Favrat, conservateur du Musée de botanique : 1827-1893 : notice biographique In: Bulletin de la Société vaudoise des sciences naturelles. - Lausanne. - Vol. 29, no 112 (1893), p. 229-239